# Мельдер, Иосиф Ильич
Иосиф Ильич Мельдер (29 октября 1899, д. Павловское, Витебская губерния, Российская империя — 12 октября 1958, СССР) — советский и польский военный деятель, полковник (1940).

## Биография
Родился 29 октября 1899 года в деревне Павловское, ныне в Малиновской волости Даугавпилсского края, Латвия. Латгалец.
В годы Первой мировой войны работал на строительстве Дворцового моста на реке Нева в Петрограде, с ноября 1916 года — мостов на реке Западная Двина под городами Двинск, Полоцк и Витебск.

### Гражданская война
С февраля 1918 года служил в красногвардейском отряде при Московском железнодорожном узле, с апреля по июль 1918 года одновременно учился в учебно-пулеметной команде этого отряда. Затем назначен командиром пулеметного взвода в 21-й Московский стрелковый полк и убыл с ним на Южный фронт, по прибытии полк влился в 14-ю стрелковую дивизию им. А. К. Степина. В его составе воевал против войск генерала П. Н. Краснова на реке Хопёр, под Новохопёрском, станицами Михайловская и Урюпинская. С июня 1919 года в той же дивизии служил помощником начальника пулеметной команды 123-го стрелкового полка. При прорыве обороны полка деникинскими войсками в районе слободы Бычек Донской области 1 октября был захвачен в плен, но уже 2 октября бежал. В 1920 году вступил в ВКП(б). С мая 1921 года исполнял должность начальника пулеметной команды 122-го стрелкового полка и участвовал в борьбе с бандитизмом в Дагестане.

### Межвоенные годы
С ноября 1921 года служил во 2-й Кавказской стрелковой дивизии им. А. К. Степина ККА начальником пулеметной команды 11-го, а с июля 1922 года — 6-го Кавказских стрелковых полков. С декабря 1923 года по октябрь 1924 года проходил подготовку в Военно-педагогической школе в Ленинграде и в школе физобразования комсостава РККА им. В. И. Ленина, после возвращения в полк назначен командиром стрелковой роты. В июне — августе 1925 года находился на повторных курсах при военно-политической школе ККА в городе Тифлис. С января 1926 года исполнял должность зав. физической подготовкой дивизии. В октябре 1927 года командирован на курсы «Выстрел», по возвращении в дивизию в августе 1928 года назначен командиром батальона 5-го Кавказского стрелкового полка. С сентября 1929 года вновь исполнял обязанности зав. физподготовкой дивизии. Постановлением ЦИК Азербайджанской ССР от 29.12.1931 он был награжден орденом Трудового Красного Знамени Азербайджанской ССР.
В мае 1931 года переведен в Бакинскую пехотную школу, где исполнял должность командира роты курсантов и руководителя тактики. В мае 1934 года направлен в Военную академию РККА им. М. В. Фрунзе, после окончания в октябре 1937 года назначен начальником 1-й (оперативной) части и помощником начальника штаба 23-й стрелковой дивизии ХВО.
Приказом НКО от 03.06.1938 уволен в запас по ст. 43, п. «а» «Положения о прохождении службы командным и начальствующим составом РККА». В марте 1939 года вновь определен в кадры РККА и назначен старшим преподавателем тактики Орджоникидзевского Краснознаменного военного училища. С декабря служил командиром батальона курсантов, помощником начальника по учебно-строевой части и заместителем начальника Грозненского пехотного училища.

### Великая Отечественная война
С началом войны приказом НКО от 11.07.1941 полковник Мельдер назначен начальником Винницкого пехотного училища, эвакуированного к этому времени в город Краснодар. С 15 августа 1942 года по 5 января 1943 года командовал сводным курсантским стрелковым полком входившим в состав 64-й армии на Сталинградском фронте.
12 января 1943 года был допущен к исполнению должности заместителя командира 157-й стрелковой дивизии. С 27 января она была выведена в резерв Ставки ВГК, а с 10 марта находилась на пополнении в городе Козельск. Затем её части в составе 61-й армии Западного, Брянского, Центрального (с 20.10.1943 г. — Белорусского) фронтов участвовали в Курской битве, Орловской наступательной операции, битве за Днепр, Черниговско-Припятской, Гомельско-Речицкой и Калинковичско-Мозырской наступательных операциях. За отличие в боях при освобождении города Чернигов ей было присвоено почетное наименование «Черниговская» (21.9.1943).
С 5 марта 1944 года Мельдер исполнял должность начальника фронтовых курсов офицерского состава 2-го Белорусского, а с 11 мая — 3-го Прибалтийского фронтов.
С 1 сентября 1944 года зачислен в распоряжение Войска Польского и с 8 сентября вступил в командование 7-й Польской пехотной дивизией. 13 октября 1944 года «за дезертирство в 31-м пехотном полку и непринятие мер» отстранен от должности.
В начале января 1945 года направлен в распоряжение ГУК НКО. Затем в том же месяце направлен на 2-й Белорусский фронт и с 17 февраля допущен к командованию 200-й стрелковой дивизией. Её части в это время в составе 96-го стрелкового корпуса 70-й армии вели наступательные бои за город Тухель. В ходе наступления дивизия перерезала основную автомагистраль между городами Тухель и Конниц, вела бои за город Бютов и к 14 марта вышла в район Гладау. С 15 марта она вошла в 49-ю армию и вела бои за города Олива, Легштрисс и Данциг (Гданьск). Затем, совершив марш, дивизия 8 апреля была сосредоточена в районе Глин и с 27 апреля участвовала в Берлинской наступательной операции, в боях за города Грайфенберг, Темплин, Фюрстенберг, Витшток, Грабов. В районе последнего 3 мая 1945 года её части соединились с союзными американскими войсками. Указом ПВС СССР от 4.6.1945 за образцовое выполнение заданий командования в этих боях дивизия была награждена орденом Красного Знамени.
За время войны комдив Мельдер был восемь раз персонально упомянут в благодарственных в приказах Верховного Главнокомандующего.

### После войны
В июле 1945 года дивизия была расформирована, а полковник Мельдер зачислен в распоряжение ГУК НКО, затем направлен на лечение в военный санаторий в город Пятигорск.
23 октября 1945 года гвардии полковник Мельдер уволен в отставку.

## Награды
- орден Ленина (06.11.1945)[4][5]
- четыре ордена Красного Знамени (17.10.1943[6], 03.11.1944[5], 24.04.1945[7], 02.06.1945[8])
- орден Отечественной войны I степени (12.08.1943)[9]
- орден Трудового Красного Знамени Азербайджанской ССР (29.12.1931)
- медали, в том числе:
  - «XX лет Рабоче-Крестьянской Красной Армии» (1938);
  - «За оборону Сталинграда» (1944)
  - «За победу над Германией в Великой Отечественной войне 1941—1945 гг.» (1945)
  - «За взятие Кёнигсберга» (1945)

Приказы (благодарности) Верховного Главнокомандующего в которых отмечен И. И. Мельдер.
- За овладение городами Шлохау, Штегерс, Хаммерштайн, Бальденберг, Бублид — важными узлами коммуникаций и сильными опорными пунктами обороны немцев. 27 февраля 1945 года. № 285.
- За овладение городами Бытув (Бютов) и Косьцежина (Берент) — важными узлами железных и шоссейных дорог и сильными опорными пунктами обороны немцев на путях к Данцигу. 8 марта 1945 года. № 296.
- За овладение городом и крепостью Гданьск (Данциг) — важнейшим портом и первоклассной военно-морской базой немцев на Балтийском море. 30 марта 1945 года. № 319.
- За овладение городами Эггезин, Торгелов, Пазевальк, Штрасбург, Темплин — важными опорными пунктами обороны немцев в Западной Померании. 28 апреля 1945 года. № 350.
- За овладение городами и важными узлами дорог Анклам, Фридланд, Нойбранденбург, Лихен и вступление на территорию провинции Мекленбург. 29 апреля 1945 года. № 351.
- За овладение городами Грайфсвальд, Трептов, Нойштрелитц, Фюрстенберг, Гранзее — важными узлами дорог в северо-западной части Померании и в Мекленбурге. 30 апреля 1945 года. № 352.
- За овладение городами Штральзунд, Гриммен, Деммин, Мальхин, Варен, Везенберг — важными узлами дорог и сильными опорными пунктами обороны немцев. 1 мая 1945 года. № 354.
- За овладение городами Барт, Бад-Доберан, Нойбуков, Варин, Виттенберге и за соединение на линии Висмар, Виттенберге с союзными нам английскими войсками. 3 мая 1945 года. № 360.